# Illice barnesi
Illice barnesi är en fjärilsart som beskrevs av Dyar 1904. Illice barnesi ingår i släktet Illice och familjen björnspinnare. Inga underarter finns listade i Catalogue of Life.